# Hrdý Budžes (divadelní hra)
Hrdý Budžes je divadelní hra z roku 2003 podle stejnojmenné knižní předlohy Ireny Douskové, kterou v režii Jiřího Schmiedta uvedlo poprvé na Malé scéně příbramské Divadlo Antonína Dvořáka; představení zaznamenala Česká televize.
Drama/komedie popisuje období normalizace v Československu. Bára Hrzánová byla za hlavní roli oceněna Cenou Thálie za rok 2003.

## Obsazení
- Barbora Hrzánová – Helenka Součková
- Jarmila Vlčková/Marcela Šiková – soudružka, maminka Kačenka, babička, paní učitelka
- Libor Jeník – soudruh, tatínek, dědeček, Pepa

## Děj
Hlavní hrdinkou je žákyně druhé třídy ZŠ Helenka Součková-Freisteinová, sama si raději říká Součková – podle maminčina dívčího příjmení. Tatínka Karla Freisteina vůbec nepoznala; utekl totiž před nástupem komunistického režimu do Ameriky z důvodů, které Helenka ve svém věku nechápe, a tak to panu Freisteinovi zazlívá. Babička Helenky by si moc přála, aby ji její biologický tatínek poznal, píše mu o ní dopisy, ale Helenka ani její maminka Kačenka, jak jí Helenka říká, o tom nechtějí ani slyšet. Mají teď Pepu, Kačenčina manžela, se kterým má Kačenka ještě Helenčina bratříčka Pepíčka. Oba, Kačenka i Pepa, pracují v divadle, kam za nimi Helenka často chodí.
Helenka má ve svém životě spoustu problémů – je obézní. Spolužáci se jí posmívají – říkají jí mobydyk nebo atomová bomba. Ale horší je, že její maminka Kačenka není ochotná podřizovat se tehdejší socialistické morálce; říká otevřeně své názory i v divadle, což má vliv na její kariéru.
Helenka si od doby, co slyšela ve školním rozhlase báseň Hrdý Budžes, slíbila, že bude jako on a že vytrvá a všechny problémy překoná.
Je pro ni velkým překvapením, když v závěru hry zjistí, že Budžes nebyl žádný hrdina, ale že spisovatel Stanislav Kostka Neumann poeticky nabádá:
A hrdý buď,

žes vytrval,

žes neposkvrnil ústa ani hruď

falešnou řečí….
SKN, 1945

## Přijetí
Pavel Mrštík (Naše Pravda) recenzoval Hrdého Budžese v podání příbramského uměleckého souboru; divák představení se stal „svědkem tříhodinové politické agitace bez jakékoliv přidané hodnoty“ (hlavní protagonistka se zabalila do vlajky státu Izrael a při závěrečné děkovačce účinkující před sebou rozvinuli ukrajinskou vlajku).